# Azim Sirma
Azim Sirma (in russo: Азим-Сирма; in ciuvascio: Азим-Сирма - Аçăм Çырми) è un villaggio della Russia europea, situato nel Vurnarskij rajon nella repubblica dei Ciuvasci, situato a 65 chilometri dalla sua capitale Čeboksary.

## Monumenti e luoghi d'interesse
- Chiesa dell'Assunzione di Maria, fatta costruire nel 2005 dal monaco Vadim (al secolo Valery Smirnov) e consacrata nel 2007. Dopo la morte di padre Vadim, è stato eletto abate della chiesa padre Alexis Belov.[2]